# کاراتراکا
کاراتراکا (به اسپانیایی: Carratraca) یک دهستان اسپانیا است که در استان مالاگا واقع شده‌است.

## خصوصیات
کاراتراکا ۲۳ کیلومترمربع مساحت و ۸۷۵ نفر جمعیت دارد و ۵۵۰ متر بالاتر از سطح دریا واقع شده‌است.